# Forêt rare de la Rivière-Sainte-Marguerite
La forêt rare de la Rivière-Sainte-Marguerite est un écosystème forestier exceptionnel situé à Mont-Valin au Québec (Canada). Cette aire protégée de 19 ha protège une bétulaie jaune à frêne noir, qui est exceptionnelle du fait de la présence de  frêne noir, auquel s'associe l'orme d'Amérique, les deux étant à la limite nord de leurs répartitions. Du plus cette forêt est peu touchée par la maladie hollandaise de l'orme. Elle est située dans la réserve aquatique de la Vallée-de-la-Rivière-Sainte-Marguerite.

## Toponymie
La forêt rare de la Rivière-Sainte-Marguerite doit son nom à la rivière Sainte-Marguerite, qui est située à proximité.

## Géographie
La forêt rare de la Rivière-Sainte-Marguerite est située à 50 km à l'est de La Baie, dans le territoire non-organisé de Mont-Valin,. Elle est située dans le fond de la vallée dans un terrain fréquemment inondé par les crues de la rivière. Le sol y est cependant très riche du fait de l'apport de sédiment. Le frêne noir et l'orme d'Amérique sont les essences les mieux adaptées à ces conditions particulières.
La forêt est localisée dans la réserve aquatique de la Vallée-de-la-Rivière-Sainte-Marguerite.

## Histoire
La forêt rare de la Rivière-Sainte-Marguerite a été classée comme écosystème forestier exceptionnel en 2002 par le ministère des Ressources naturelles.

## Flore
La forêt rare de la Rivière-Sainte-Marguerite est dominée par le bouleau jaune (Betula alleghaniensis) du fait des sols profonds et du climat plutôt clément. L'orme d'Amérique (Ulmus americana) quoique peu nombreux, donne à cette forêt ses plus grands arbres : certains individus font 28 m de haut et ont un tronc de 70 cm. On y rencontre aussi le frêne noir (Fraxinus nigra) et le sapin baumier (Abies balsamea) en abondance. On y rencontre plus occasionnellement le bouleau à papier (Betula papyrifera), le peuplier baumier (Populus balsamifera) et le peuplier faux-tremble (Populus tremuloides). Le frêne, le sapin et le bouleau jaune semble se régénérer efficacement. Quant à l'orme, on ne retrouve que quelques tiges, signe inquiétant pour la perpétuation de l'espèce.
Parmi la strate herbacée, on rencontre la ronce pubescente (Rubus pubescens), le trille rouge (Trillium erectum) et l'athyrie fougère-femelle (Athyrium filix-femina). On y rencontre aussi des espèces normalement associées aux érablières, comme la sanguinaire du Canada (Sanguinaria canadensis), l'athyrie fausse-thélyptère (Deparia acrostichoides), la smilacine à grappes (Maianthemum racemosum), l'actée à gros pédicelles (Actaea pachypoda) et la dentaire à deux feuilles (Cardamine diphylla).